# Heraclia zeodita
Heraclia zeodita là một loài bướm đêm trong họ Noctuidae.